# Orthocladius trifidus
Orthocladius trifidus är en tvåvingeart som först beskrevs av Jean-Jacques Kieffer 1921.  Orthocladius trifidus ingår i släktet Orthocladius och familjen fjädermyggor.
Artens utbredningsområde är Tyskland. Inga underarter finns listade i Catalogue of Life.